# Téji Savanier
Téji Savanier (Montpellier, Distrito de Montpellier, Languedoc-Rosellón, 22 de diciembre de 1991) es un futbolista francés que se desempeña como centrocampista en el Montpellier de la Ligue 2 de Francia.

## Trayectoria

### Montpellier
Nacido en Francia, Savanier tiene ascendencia gitana.
Pasó sus años de juvenil jugando para los equipos de Lattes et de Palavas y Castelnau-le-Crès hasta que en 2007 llegó a las divisiones menores del Montpellier. Con el equipo juvenil llegó a la final de la Copa Gambardella 2009, aunque no llegó a disputarla y en esa misma temporada hizo su debut con el equipo B, un 4 de abril de 2009 en la derrota por 2-0 ante Étoile Fréjus Saint-Raphaël, ingresando en lugar de Hichem Berrached en un encuentro del Championnat de France Amateur, campeonato hoy conocido como Championnat National 2, que corresponde a la cuarta división. El 16 de mayo de ese mismo año, en su segundo encuentro con Montpellier II marcó su primer gol en el empate 3 a 3 ante Jura Sud Lavans. Aunque llegó a adquirir cierta regularidad en el segundo equipo del Montepellier, nunca llegó a debutar con la escuadra principal.

### Arles-Avignon
El 2 de junio de 2011 se convirtió en nuevo refuerzo del Arles-Avignon de la  Ligue 2 para disputar su primera campaña como futbolista profesional. El 22 de julio de 2011 debutó con el club en la derrota por la mínima diferencia ante Le Mans, por la Copa de la Liga de Francia ingresando al minuto 66 en lugar de Emmanuel Corrèze. Savanier logró acumular varios partidos durante la temporada, especialmente después de la llegada del nuevo entrenador, Thierry Laurey. Esto le permitió registrar su primer gol en la profesional, el 24 de septiembre de 2011, contra Lens, encuentro que dejó como saldo la  victoria de su club por 3 a 0. Se volvió un elemento fijo en los cuatro años que pasó en el Arles-Avignon, convirtiéndose en el dueño de las pelotas paradas y organizador del juego de su equipo. Sin embargo, el descenso de su equipo en la temporada 2014/15 y la quiebra del Arles-Avignon provocaron que Savanier rescinda su contrato.

### Nîmes Olympique
Savanier fichó por un año con el Nîmes Olympique el 6 de agosto de 2015, con un año adicional opcional. La temporada 2015/16 del Nîmes estuvo marcada por la resta de 8 puntos después de haber sido acusados de haber arreglado partidos durante la campaña 2013/14. El 22 de agosto de 2015 debutó con el equipo en el empate 2-2 ante Nancy sustituyendo a Anthony Koura, jornada en la cual también convirtió su primera anotación con el club. Savanier terminó siendo el mejor pasador Nîmes con 7 asistencias y 3 goles en 28 partidos. Al final de la temporada, Nîmes mantuvo la categoría y Savanier extendió su contrato.
Terminó la temporada 2016/2017 en la sexta posición de la Ligue 2, competición durante la cual marcó 8 goles y ofreció 13 asistencias en 35 encuentros, siendo el máximo asistidor del torneo. Con un tiempo de juego en constante aumento durante la temporada, se convirtió en un elemento fijo en los esquemas de su entrenador Bernard Blaquart.
La temporada 2017/2018 fue la consagración del Nîmes Olympique. Nuevamente fue el máximo asistente de su club tras ofrecer 9 asistencias en 33 partidos, además de haber marcado 5 goles. En la jornada 37 de la Ligue 2, Savanier y el Nîmes celebraron el ascenso a la Ligue 1 tras derrotar al Ajaccio, volviendo a la máxima división francesa desde 1993. El equipo terminó segundo en la liga 2 detrás del Stade de Reims. Al final de esta temporada, fue elegido en el equipo ideal de la Ligue 2, junto a los dos principales delanteros del Nîmes, Umut Bozok y Rachid Alioui.
En su primera campaña en primera división, Savanier se estableció como uno de los principales ejes del Nîmes Olympique, convirtiéndose en el máximo asistidor de la Ligue 1 con 13 pases gol y una cuota goleadora de 6 goles en 32 encuentros de liga. Su emergencia en el fútbol de élite llamó la atención de otros clubes y de varios fanáticos.

### Regreso a Montpellier
El 2 de julio de 2019, el Montpellier hizo oficial su vuelta al club en el que se formó. Pese a ser uno de los fichajes estelares para su nueva campaña, no disputó los primeros partidos debido a una lesión. El 19 de octubre de ese mismo año finalmente debutó en la derrota por 1-0 ante Stade de Reims tras ingresar en el segundo tiempo por Nicolas Cozza. El 10 de noviembre marcó su primer tanto en la goleada por 3-0 sobre Toulouse,

## Vida personal
Se crio en Figuerolles, un barrio humilde en los suburbios de Montpellier donde solo había gitanos. Dado que su entorno gira en torno al fútbol en las calles, la música, fiestas y paellas, su padre es percusionista, su primo es cantante y su tío es miembro de un grupo musical llamado Chico & the Gypsies. Está casado y tiene dos hijos.

## Clubes y estadísticas
Actualizado el 8 de marzo de 2020.
| Montpellier II Francia | 2008/09          | 4ª               | 3   | 1  | —  | — | — | — | 3   | 1  |
| Montpellier II Francia | 2009/10          | 4ª               | 14  | 2  | —  | — | — | — | 14  | 2  |
| Montpellier II Francia | 2010/11          | 5ª               | 16  | 2  | —  | — | — | — | 16  | 2  |
| Montpellier II Francia | Total club       | Total club       | 33  | 5  | 0  | 0 | 0 | 0 | 33  | 5  |
| Arles-Avignon Francia | 2011/12          | 2ª               | 21  | 1  | 1  | 0 | — | — | 22  | 1  |
| Arles-Avignon Francia | 2012/13          | 2ª               | 27  | 2  | 5  | 1 | — | — | 32  | 3  |
| Arles-Avignon Francia | 2013/14          | 2ª               | 25  | 1  | 2  | 0 | — | — | 27  | 1  |
| Arles-Avignon Francia | 2014/15          | 2ª               | 32  | 3  | 5  | 1 | — | — | 37  | 4  |
| Arles-Avignon Francia | Total club       | Total club       | 105 | 7  | 13 | 2 | 0 | 0 | 118 | 9  |
| Arles-Avignon II Francia | 2013/14          | 5ª               | 2   | 0  | —  | — | — | — | 2   | 0  |
| Arles-Avignon II Francia | 2014/15          | 5ª               | 2   | 0  | —  | — | — | — | 2   | 0  |
| Arles-Avignon II Francia | Total club       | Total club       | 4   | 0  | 0  | 0 | 0 | 0 | 4   | 0  |
| Nîmes Olympique Francia | 2015/16          | 2ª               | 27  | 3  | 1  | 0 | — | — | 28  | 3  |
| Nîmes Olympique Francia | 2016/17          | 2ª               | 34  | 8  | 1  | 0 | — | — | 35  | 8  |
| Nîmes Olympique Francia | 2017/18          | 2ª               | 31  | 4  | 4  | 1 | — | — | 35  | 5  |
| Nîmes Olympique Francia | 2018/19          | 1ª               | 32  | 6  | 2  | 0 | — | — | 22  | 10 |
| Nîmes Olympique Francia | Total club       | Total club       | 124 | 21 | 8  | 1 | 0 | 0 | 132 | 22 |
| Montpellier Francia | 2019/20          | 1ª               | 19  | 6  | 4  | 1 | — | — | 23  | 7  |
| Montpellier Francia | Total club       | Total club       | 19  | 6  | 4  | 1 | 0 | 0 | 23  | 7  |
| Total en carrera | Total en carrera | Total en carrera | 285 | 39 | 25 | 4 | 0 | 0 | 310 | 43 |
| (1)Incluye datos de la Copa de la Liga de Francia (2011/12, 2012/13, 2013/14, 2014/15, 2016/17, 2017/18, 2018/19 y 2019/20) y la Copa de Francia (2012/13, 2013/14, 2014/15, 2015/16, 2017/18 y 2019/20). |                  |                  |     |    |    |   |   |   |     |    |

## Palmarés

### Campeonatos nacionales
- 1 Subcampeonato Ligue 2: 2017/18

### Distinciones individuales
- Máximo asistidor de la Ligue 1: 2018/19 con 13 asistencias
- Incluido en el equipo ideal de la Ligue 2: 2017/18
- Máximo asistidor de la Ligue 2: 2016/17 con 13 asistencias